# Huracà Stan
L'huracà Stan va ser la novena tempesta tropical i l'onzè huracà de la temporada d'huracans de l'Atlàntic de 2005. Va ser també el sisè dels set ciclons tropicals (tres huracans, dos d'ells grans huracans, tres tempestes tropicals i una depressió tropical) que va fer recalada a Mèxic. L'Stan va ser una tempesta relativament dèbil que va mantenir breument l'estatus d'huracà.
Estava integrat en un sistema no tropical de tempestes que deixaren pluges torrencials a l'Amèrica Central, especialment a Guatemala, a El Salvador i al sud de Mèxic. Va provocar inundacions i esllavissades que deixaren almenys 1.662 desapareguts i possiblement més de 2.000 víctimes mortals; S'estima que l'Stan va ser el responsable d'unes 80 d'elles. Els danys totals ascendiren entre els 1 i els 2 mil milions de dòlars (2005 USD).